# Скот-Хансен, Аксель Бек
Аксель Бек Скот-Хансен (дат. Aksel Bech Skot-Hansen, род. 11 июня 2000, Hjortshøj, Орхус) — датский профессиональный велогонщик, выступающий за команду Team ColoQuick.

## Карьера
Аксель Бек Скот-Хансен начал заниматься велоспортом в возрасте 10 лет, вступив в клуб CK Djurs.
В 2017—2018 годах он выступал за юниорскую команду Team Mascot Workwear, базирующуюся в Силькеборге, прошёл отбор на чемпионат мира в Инсбруке в 2018 году. Здесь он финишировал 18-м, с кровью, стекающей по его лицу после неприятной аварии в начале гонки.
В 2019 году он подписал контракт с датской континентальной командой Team ColoQuick, где дебютировал на профессиональном уровне. В свой первый сезон он одержал три победы, включая этап кубка Demin, что стало важным достижением в его карьере. В своем дебютном сезоне среди взрослых он финишировал в двадцатке лучших на обеих норвежских гонках UCI и под номером 25 на Гран-при Хернинга.
Сезон 2020 года для Акселя Бека Скот-Хансена характеризовался глобальной пандемией коронавируса и травмами. Незадолго до Велосипедной недели Раннерса он получил растяжение, но всё равно финишировал пятым на втором этапе гонки. На чемпионате Европы 2020 года по шоссейному велоспорту среди спортсменов до 23 лет он разбился и сломал локоть. Таким образом, это была его последняя гонка в сезоне. В ноябре он продлил контракт с ColoQuick на 2021 год.
В августе 2021 года он получил первую из длинной серии травм. До чемпионата Дании оставалось всего 17 гоночных дней, после чего он взял перерыв. 
В 2022 году он участвовал в нескольких национальных элитных гонках в Испании, а затем вернулся на датскую сцену в составе Team Bache-JS.dk в июне 2023 года.
В 2023 году Аксель выступил на чемпионате Дании в Ольборге. Заняв 10-е место, Скот-Хансен стал первым гонщиком DCU, вошедшим в десятку лучших на чемпионате с 2020 года. Это выступление сыграло важную роль в том, что он получил место в национальной сборной на Туре Дании. Однако здесь авария на той же трассе в Ольборге завершила его гонку уже на 1-м этапе, Аксель получил перелом локтя. Помимо юниорского чемпионата мира, Скот-Хансен был выбран для участия в гонках национальных сборных, таких как чемпионат Европы U23 и Peace Run. Из-за травм колена и бедра пропустил часть сезона, но вернулся в 2024 году с хорошими результатами.
В 2024 году Аксель Скот-Хансен занял 5-е место на индивидуальной гонке первого этапа Тура Дании, 12-е место на индивидуальной гонке чемпионата Дании и 13-е место в общем зачёте французской многодневки Тур Бретани (2.2), что стало одним из его лучших результатов в сезоне.
Аксель Бек Скот-Хансен известен своей универсальностью, способностью выступать в различных типах гонок, включая горные этапы и индивидуальные гонки. Его спортивный директор Кристиан Моберг отмечает, что Аксель демонстрирует высокий уровень, когда находится в оптимальной форме, и является одним из лучших велогонщиков Дании.

### Достижения
2018
Rødekro Cykle Club, RKCC
Три дня на севере
7-й на 1-м этапе
10-й на 3-м этапе
7-й на гонке Jysk Energi, кубок Tornado
Тур Химмельфарта
9-й на 1-м этапе
7-й на 2-м этапе
3-й на 5-м этапе
Mascot Workwear, кубок Marcello Bergamo
5-й на 4-м этапе кубка DEMIN Junior (DCU)
6-й на командной гонке чемпионата Эсбьерга среди спортсменов до 23 лет, Tornado Cup (DCU)
9-й на кубке юниоров, командная гонка
Велосипедная неделя Раннерса
4-й на 1-м этапе + гран-при Банка Ютландии
1-й на 2-м этапе
4-й на 3-м этапе
6-й на 4-м этапе
2-й в генеральной классификации
2-й на CK Aarhus (DCU)
5-й на командной гонке Super Dæk
Кубок Xtreme 
2-й этап
10-й на 4-м этапе
2019
9-й на Vejle Brand
9-й на 1-м этапе Кубка Tornado
5-й на Mascot Workwear
Гран-при банка Ютландии
Jysk Energi
4-й на командной гонке
6-й на групповой гонке
2020
Велосипедная неделя Раннерса
5-й на 2-м этапе U19/A
5-й на критериуме
2023
6-й на Agro-Top
4-й на Visit Vejle
10-й на чемпионате Дании, групповая гонка
4-й на 3-м этапе велосипедной недели Раннерса
2-й на Гран-при Бьерга
2024
8-й на 1-м этапе Три дня на севере
Bording Cup Junior
9-й на 1-м этапе
8-й на 2-м этапе
4-й на групповой гонке CK Nordsjælland
Чемпионат Ютландии
Give Elementer
6-й в Силькеборге
3-й на командной гонке

### Рейтинги
| Год                 | 2023   | 2024   |
| ------------------- | ------ | ------ |
| Мировой рейтинг UCI | 2940-й | 3395-й |
|                     |        |        |
| Источник: UCI       |        |        |